# Ganglio otico
Il ganglio otico è un piccolo ganglio nervoso parasimpatico presente sulla faccia mediale del nervo mandibolare, subito sotto al forame ovale dell'osso sfenoide, nella fossa infratemporale.

## Fibre del ganglio
Il ganglio otico riceve diversi tipi di fibre:
- Fibre parasimpatiche pregangliari dal nervo piccolo petroso superficiale (ramo del nervo glossofaringeo, IX) originate nel nucleo salivatorio inferiore. Tali fibre fuoriescono, diventando postgangliari, dirigendosi alla ghiandola parotide tramite anastomosi con i rami parotidei del nervo auricolo-temporale del V nervo cranico.
- Fibre ortosimpatiche che passano per il ganglio, date dal plesso carotideo interno, provenienti dal ganglio cervicale superiore;  non hanno sinapsi con il ganglio e sono dirette anch'esse alla parotide.
- Fibre motrici del nervo mandibolare (a cui è strettamente connesso), quali i nervi per il muscolo tensore del velo palatino e tensore del timpano. Non hanno sinapsi con il ganglio.